# Dv12
Dv12 är Finlands vanligaste diesellok. Det används i hela Finland och till viss del även i Sverige på bangården i Haparanda. Loket byggdes i 192 exemplar mellan 1964 och 1984 och är numrerade 2501–2568, 2601–2664 och 2701–2760. Lok med jämna individnummer byggdes av Valmet i Tammerfors och lok med udda individnummer av Lokomo, med undantag för 26-serien som är i sin helhet byggd av Valmet. Loken används till såväl persontåg som godståg i hela Finland. 
Dv12-lokens smeknamn är Deeveri. 27-seriens lok brukar ibland kallas för Sverigebåtar (Ruotsinlaiva) på grund av sina långa skorstensskydd.
Dv12-loken kommer ersättas av de nya Dr19-loken som tas i bruk från och med 2022. Hälften av 27-serien har redan tagits ur bruk.